# ستيفن توماس (متسابق يخت)
ستيفن توماس (بالإنجليزية: Stephen Thomas)‏ هو متسابق يخت بريطاني، ولد في 5 يناير 1977 في Ogmore Valley ‏ في المملكة المتحدة.